# Anthrenus distinctus
Anthrenus distinctus – gatunek chrząszcza z rodziny skórnikowatych i podrodziny Megatominae.
Gatunek ten opisany został w 2006 roku przez Marcina Kadeja i Jiříego Hávę. Nazwę wprowadził w 1987 Vladimír Kalík, jednak jej nie opublikował.
Chrząszcz o silnie wypukłym ciele długości od 2,15 do 2,35 mm, lekko punktowanym, ubarwionym ciemnobrązowo z brązowymi odnóżami. Czułki są 10-członowe, jasnobrązowe. Środek przedplecza pokrywają ciemnobrązowe łuski, a jego boki i kąty łuski białe. Na pokrywach białe łuski tworzą 8 symetrycznych łatek wśród łusek ciemnobrązowych. Na spodzie ciała występują łuski szare, a na sternitach odwłoka także brązowe. Samiec ma szerokie paramery i w widoku bocznym L-kształtny środkowy płat edeagusa.
Owad palearktyczny, znany tylko z Afganistanu, z okolic rzeki Kabul.